# 久喜市立青毛小学校
久喜市立青毛小学校（くきしりつ あおげしょうがっこう）は、埼玉県久喜市に所在する公立小学校。

## 概要
旧久喜市の北東部の青毛地区に位置しており、敷地南側には埼玉県道153号幸手久喜線が通る。久喜区域では久喜市立久喜北小学校・久喜市立久喜東小学校につぎ3番目に新しい公立小学校である。
2023年より文部科学省の定める授業時数特例校に指定されており、国語の授業時間数を削減する代わりに、1年生・2年生では生活科の、3年生から6年生では総合的な学習の時間の時間数を増加させている。 
学童保育施設「あおげわくわくクラブ」が併設されている。

### 校歌
- 作詞：濱梨花枝
- 作曲：中田喜直

### 学校教育目標
「自ら考える子（知育）」「力を合わせる子（徳育）」「たくましい子（体育）」

### 遊具
校庭には、ターザンロープ、鉄棒、登り棒、うんてい、滑り台、ブランコ、平均台、ジャングルジム、タイヤ跳びが設置されている。

## 沿革
- 1980年（昭和55年）
  - 4月8日 - 開校。11月1日までは現在地の校舎が完成していなかったため、青葉小学校内にて教育活動を行う。11月1日に現在地に移転する。
  - 11月2日 - 運動場の整地が完了し、同日が開校記念日となる。
  - 11月4日 - 現在地の新校舎にて教育活動が開始される。
  - 12月16日 - 校章が制定される。
- 1983年（昭和58年）
  - 3月24日 - 校旗が制定される。
  - 10月11日 - 校歌が制定される。
- 1989年（平成元年）11月1日 - 開校10周年記念式典が催される。
- 1990年（平成2年）3月31日 - 開校10周年記念事業として自然観察園「青毛の森」を造成する。
- 1998年（平成10年）3月12日 - ビオトープを造成。
- 1999年（平成11年）11月1日 - 開校20周年記念式典が催される。
- 2023年（令和5年）4月 - 授業時数特例校の指定を受ける。

## 平沼遺跡
平沼遺跡（ひらぬまいせき）は現在の学校所在地に分布する埋蔵文化財包蔵地（遺跡）である。
この遺跡からは鎌倉時代の遺物が出土しており、その主なものとして素焼き土器やカワラケなどがある。この素焼の土器の中には製作時にヘラ整形などが施されているものもある。
遺跡の所在地では小学校が造成される以前、瓦の原料として粘土を採土していた時期があった。このため、遺跡そのものとしては消滅している可能性があり、またどのような性格の遺跡であったかなど、不明な点が多い。久喜市の遺跡台帳上は、久喜地区遺跡番号26番、種別は「集落跡」（鎌倉時代か?）となっている。なお、出土品はこの粘土を採土していた時期に収集されたものである。
遺跡の名称は青毛字平沼という地名に由来する。

## アクセス
- 久喜駅東口より朝日バス「青葉団地循環」・「幸手駅西口行き」に乗車、あるいは幸手駅西口より朝日バス「久喜駅東口行き」に乗車、「県営住宅入口」下車、徒歩約5分。
- 久喜駅東口より久喜市内循環バスのりばにて「野久喜・吉羽循環」に乗車、「ふれあいセンター久喜」下車、徒歩約5分[6]。